# シェール・シャー
シェール・シャー（ウルドゥー語: شیر شاہ سوری、Sher Shah、1486年 - 1545年5月22日）は、スール朝の創始者（在位：1539年12月 - 1545年5月22日）。
一時期はムガル帝国を崩壊に追い込むほど圧倒し、今日のアフガニスタン、パキスタン、北インドを支配する帝国を築いた。自らを「真のスルターン」、「諸王の王」と称した。「トラの王」の名前も知られる。

## 生涯

### 幼少期
シェール・ハーンは、ビハール州のサーサーラームで生まれた。クエッタ方面から来たパシュトゥーン人の家系に出自を持つ。シェール・ハーンの家系は、ローディー朝に雇われた探険家の一族であり、もともとは、バルーチスターンからムルターンに近い地域に居住していたとされる。
シェール・ハーンの父は、ビハールのサーサーラームのジャーギールダールであったが、ビハールという土地柄か多くの征服者が支配した土地でもあった。シェール・ハーンは15歳の時に「自らの幸福を探すため」にジャウンプルへ旅立った。ジャウンプルでは、勉学に努め、行政をつかさどるのに必要なアラビア語やペルシャ語を習得した。

### 政治経歴
シェール・ハーンの行政手腕が立派だったこともあり、まもなく父親から自らのジャーギールの土地を運営するように命令されたが、継母との折り合いも悪かったこともあって父の下を去り、今度はムガル皇帝バーブルのいるビハールへ赴いた。
1522年、ビハールを統治するバハール・ハーンに仕えるようになり、バハールは、シェールの行政手腕に深い印象を受けた。後に、シェールはバハール・ハーンの子供であるジャラール・ハーンの家庭教師を務めるとともに、ワキールと呼ばれる統治者にも任命された。
シェール・ハーンの出世に対して嫉妬を抱くものも多く、そのうえ、父から引き継いだジャギールも奪われてしまった。そこで、 1527年4月から1528年6月の間、シェールはバーブルの軍に従軍した。しかし、すぐにバーブルの下を去り、ビハールへ帰り、ジャラールの家庭教師兼保護者を再び、務めるようになった。ジャラールは幼かったので、程なくシェールがビハールの統治者となった。

### スール朝の建国
1531年、シェールはバーブルの後を継いだフマーユーンからの独立を宣言した。シェール・ハーンの突然の独立は、アフガン人やジャラールにとっては我慢のできないものであり、彼らはベンガル・スルターン朝の王であるムハンマド・シャーと同盟を結んだ。1534年、キウル川でベンガル軍を破り、その後、シェールはベンガルへ侵攻した。その結果、ムハンマド・シャーが統治していたベンガルはシェールの領域となった。
1537年10月、シェールは西ベンガルのガウールを攻撃した。フマーユーンはアフガン人の勢力が大きくなることを危惧し、12月には、チュナール（現在のウッタル・プラデーシュ州にある都市）を包囲するにいたった。しかしシェールの軍隊は、6ヶ月の間、ガウル攻略に専念し、翌年の4月には成功した。1539年、フマーユーンの軍隊は、ベンガル地方への進入を開始したが、シェールの軍隊はビハール地方、ジャウンプルを支配し、フマーユーンの進入に対抗した。1539年のチャウサにおける戦闘、1540年5月のカナウジの会戦によりフマーユーンを圧倒したシェールは、デリーとアーグラーを占領し、ついに王朝の創始に成功した。既に54歳になっていた。フマーユーンは、アーグラーからラホール、シンドを経由して、ペルシャに逃亡する生活を余儀なくされ、北インドでは、スール朝の覇権が確立した。
即位したシェールは、フマーユーンに味方したパンジャーブ地方の豪族への攻撃を開始した。また、1541年からロータス・フォートの建設を開始した。ロータス・フォートは、ベンガル地方とペシャーワルを結ぶ街道沿いの世界最大級の岩塩鉱山近くに中央アジアからの遊牧民族からの侵入を防ぐ目的で建設された。
しばらくして、スール朝はラージプートの脅威を受けることとなった。ラージプート王マールデーヴはデリー近郊数百kmまで軍隊を進めた。1544年、シェールは、6万の軍勢を率い、4万の軍勢のマールデーヴの軍隊に対して攻撃を仕掛けた。攻撃のある晩、シェール・シャーからマールデーヴの軍隊の駐在するキャンプに複数の手紙がもたらされた。その内容はマールデーヴの軍隊の複数の将軍がシェールの軍隊から武器を購入することを示唆した内容であり、このことによりマールデーヴの軍隊は混乱状態に陥った。この出来事によってマールデーヴの下を去る兵士が続出し、マールデーヴには2万の軍隊が残されていなかった。しかし、クンパワット、ジャイタワットの2人の将軍はマールデーヴのもとに残った。シェールはサメールの会戦で勝利を収めることに成功したが、シェールの軍隊でも数名の将軍が命を失い、軍隊も大きな打撃を受けることとなった。

### 王朝の拡大

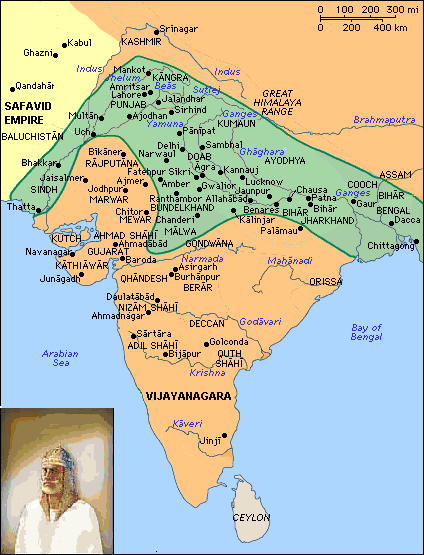
シェール時代のスール朝の版図

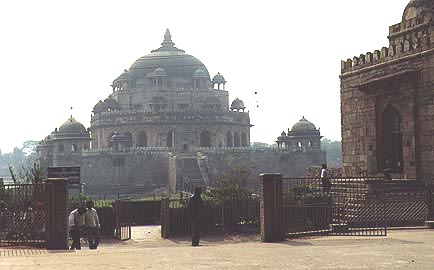
シェール・シャー廟（サーサーラーム）

シェールは、ベンガル、マールワーやラーイセーン（現在のマディヤ・プラデーシュ州の都市）、シンド地方、ムルターンに勢力を拡大していった。ラーイセーンを支配していたラージプート族を攻撃した際には攻城戦に手間取り、偽計を用いることで攻城に成功した。
短い期間でスール朝の領域は、西はインダス川流域から東はベンガル地方にまで拡大した。ウッタル・プラデーシュ州のカーリンジャルを攻撃した。この地で攻囲中の1545年5月、シェールは砲弾の暴発事故で死亡した。
シェールの後は息子のイスラーム・シャーが継いだ。

## 優れた行政手腕
シェールの統治期間は5年間と短いものであったにもかかわらず、シェールは重要な行政改革を断行した。シェールの行政改革の内容は、後にムガル帝国第3代皇帝アクバルに引き継がれることとなった。シェールの行政改革の内容は、サルカールと呼ばれる州に北インドを分割した。47に分割されたサルカールは、さらに小さい行政単位であるパルガナと呼ばれる行政単位に細分して統治された。それぞれのパルガナーには、行政、軍事、財務、司法を司る事務官が置かれ、司法面においてはペルシャ語とヒンディー語で処理されていった。これらの行政官は、2ないし3年で勤務地の異動が実施された。その理由は、1つの土地に同じ行政官を勤務させることで、その土地に地縁を持つことを回避するためである。
シェールは経済面においても注意を払って取り組んだ。自由な貿易を妨げる税金に関しては全て撤廃し、道路網の整備に腐心した。主要な道路は4つあり、1つ目がアトックとダッカを結ぶ道路、2つ目がブルハーンプルとアーグラーを結ぶ道路、3つ目がアーグラーとラージャスターンのチットールガルを結ぶ道路、4つ目がラホールとムルターンを結ぶ道路である。今日のインド・パキスタンの主要道路である大幹道はシェールの時代に建設されたものである。この道路網は、旅人のための宿屋や水を飲むための休憩場が設けられていた。

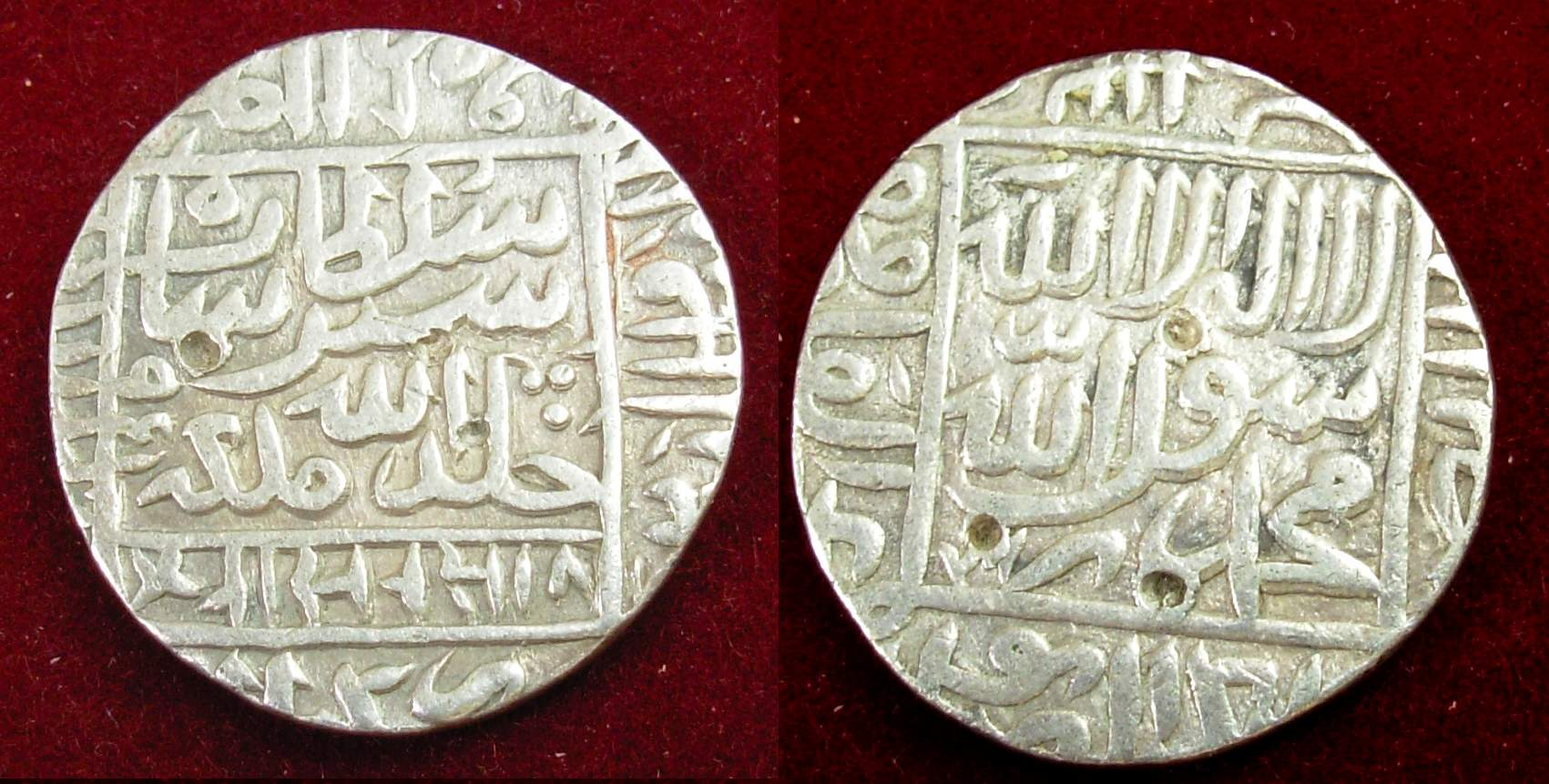
シェール・シャーによって発行されたルピー銀貨

シェールは貨幣制度の改革も着手している。ルピアあるいはルピーと呼ばれる硬貨を発行し、ルピーはテュルク人によって世界各地に紹介された。そのため、現在のインド、ネパール、スリランカ、インドネシア、モーリシャス、セイシェルといった国々の通貨は現在でもルピーあるいはルピアが用いられている。
シェールは自らの勢力を維持するために、スパイをよく使用した。また、犯罪に対しては厳格に対処し、親族であったとしても厳しく処罰した。
シェールの1日は午前3時から始まり、常に真面目に政務を行なったという。自らの軍隊が進軍中の都市や村で何らかの損害を起こしたときには、必ず弁償したと伝わっている。
わずか5年の在位であるが、その在位中に行なわれた改革によりインドにおける最高の名君とまでいわれている。彼の死後、息子のイスラームは尊敬する父を弔うために現在のインドのビハール州のサーサーラームにあるシェール・シャー廟を建立している。